# Dayer Quintana
Dayer Uberney Quintana Rojas (Cómbita, 10 augustus 1992) een Colombiaans wielrenner. Hij is de jongere broer van Nairo Quintana.

## Carrière
Dayer was een talentvolle renner bij de junioren, maar koos noodgedwongen voor een carrière als politieagent. Door het succes van zijn broer pakte hij het wielrennen echter weer op. In het seizoen 2013 reed hij voor het Spaanse amateurteam Lizarte en in 2014 werd hij gecontracteerd door Movistar.

## Overwinningen
2014
3e etappe Ronde van Oostenrijk
2016
Eindklassement Ronde van San Luis
2018
6e etappe Colombia Oro y Paz

## Resultaten in voornaamste wedstrijden
| Jaar | Ronde van Italië | Ronde van Frankrijk | Ronde van Spanje |
| ---- | ---------------- | ------------------- | ---------------- |
| 2014 |                  |                     |                  |
| 2015 | 93e              |                     |                  |
| 2016 |                  |                     |                  |
| 2017 |                  |                     |                  |
| 2018 | 82e              |                     |                  |
| 2019 |                  |                     |                  |
| 2020 |                  | 95e                 |                  |
| 2021 |                  |                     |                  |

| Jaar | Milaan-San Remo | Ronde van Vlaanderen | Parijs-Roubaix | Ronde van Lombardije |  | Wereldranglijsten |
| ---- | --------------- | -------------------- | -------------- | -------------------- |  | ----------------- |
| 2014 | 58e             | opgave               | opgave         | opgave               |  |                   |
| 2015 |                 | opgave               |                |                      |  |                   |
| 2016 | 28e             | opgave               | opgave         | opgave               |  |                   |
| 2017 |                 |                      |                | opgave               |  | 320e (UWT)        |
| 2018 | 94e             |                      |                |                      |  |                   |
| 2019 |                 |                      |                |                      |  |                   |
| 2020 |                 |                      |                |                      |  |                   |
| 2021 |                 |                      |                | 76e                  |  |                   |

## Ploegen
2014 –  Movistar Team
2015 –  Movistar Team
2016 –  Movistar Team
2017 –  Movistar Team
2018 –  Movistar Team
2019 –  Neri Sottoli-Selle Italia-KTM
2020 –  Arkéa-Samsic
2021 –  Arkéa-Samsic
2022 –  Arkéa-Samsic
2023 –  Colombia Pacto por el Deporte
Amador · Antón · Capecchi · Castroviejo · Dowsett · Erviti · Gadret ·  Gutiérrez · Jesús Herrada · José Herrada · Intxausti · G. Izagirre · J. Izagirre · Lastras · Lobato · Malori · Moreno · Plaza · D. Quintana · N. Quintana · Rojas · Sanz · Sütterlin · Szmyd · Valverde · Ventoso · Visconti
Amador · Anacona · Antón · Capecchi · Castroviejo · Dowsett · Erviti · Fernández · Gadret · Jesús Herrada · José Herrada · Intxausti · G. Izagirre · J. Izagirre · Lastras · Lobato · Malori · Moreno · D. Quintana · N. Quintana · Rojas · Sanz · Soler · Sutherland · Sütterlin · Valverde · Ventoso · Visconti
Amador · Anacona · Arcas · Betancur · Castroviejo   · Dowsett · Erviti · Fernández · Jesús Herrada · José Herrada · G. Izagirre · J. Izagirre · Lobato · Malori · D. Moreno · J. Moreno · Oliveira · Pedrero · D. Quintana · N. Quintana · Rojas · Soler · Sutherland · Sütterlin · Valverde · Ventoso · Visconti  · Carapaz (stagiair)
Amador · Anacona · Arcas · Barbero · Bennati · Betancur · Bico · Carapaz · Carretero · Castroviejo   · de la Parte · Dowsett · Erviti · Fernández · Jesús Herrada · José Herrada · Izagirre · Malori · Moreno · Oliveira · Pedrero · D. Quintana · N. Quintana · Rojas · Soler · Sutherland · Sütterlin · Valverde
Amador · Anacona · Arcas · Barbero · Bennati · Betancur · Bico · Carapaz · Carretero · Castrillo · de la Parte · Erviti · Fernández · Landa · Oliveira · Pedrero · D. Quintana · N. Quintana · Rojas · Rosón · Sepúlveda · Soler · Sütterlin · Valls · Valverde 
Anacona · Barguil · Bonnamour · Boudat · Bouet · Bouhanni · Declercq · Delaplace · Gesbert · Grondin · Guernalec · Hardy · Jarrier · Le Roux · Ledanois · Louvel · McLay · Noppe · Owsian · Pichon · D. Quintana · N. Quintana · Riou · Rosa · Russo · Swift · Vachon · Welten · Lecamus-Lambert (stagiair) · Vauquelin (stagiair)
Anacona · Barguil · Barré (vanaf 1/8) · Bouet · Bouhanni · Capiot · Declercq · Delaplace · Edet · Flórez · Gesbert · Grondin · Guernalec · Guglielmi · Hardy · Hofstetter · Ledanois · Louvel · McLay · Noppe · Owsian · Pajur · Pichon · D. Quintana · N. Quintana · Ries · Riou · Russo · Swift · Vauquelin · Verre · Clynhens (stagiair) · Costiou (stagiair) · Thierry (stagiair)